# Acanthogonatus birabeni
Acanthogonatus birabeni is een spinnensoort in de taxonomische indeling van de bruine klapdeurspinnen (Nemesiidae).
Acanthogonatus birabeni werd in 1995 beschreven door Goloboff.